# Léo Malet
Léo Malet, rozený Léon Mallet (7. března 1909 v Montpellier – 3. března 1996 v Châtillon-sous-Bagneux) byl francouzský spisovatel a básník, který se proslavil především svými detektivními romány s Nestorem Burmou. Při své tvorbě používal rovněž pseudonymy Frank Harding, Léo Latimer, Lionel Doucet, Jean de Selneuves, Noël Letam, Omer Refreger, Louis Refreger a společně se spisovateli Sergem Arcouëtem a Pierrem Ayraudem kolektivní pseudonym John-Silver Lee. Byl členem surrealistického hnutí a za své dílo obdržel ceny Grand prix de littérature policière (1948) a Prix Paul Féval (1984).

## Životopis
Léo Malet začal svou uměleckou dráhu jako kabaretiér na Montmartru v Paříži v roce 1925. Téhož roku se vrátil do Montpellier, kde jej ovlivnil básník André Colomer (1886-1931) a po svém novém příjezdu do Paříže se pohyboval v anarchistickém prostředí. Bydlel v ulici Rue de Tolbiac, kde se odehrává několik jeho pozdějších románů. Vystřídal několik příležitostných zaměstnání jako úředník, nádeník, příležitostný novinář, figurant ve filmu, kolportér, balič v nakladatelství Hachette aj. Pod různými pseudonymy psal detektivní romány.
V letech 1930-1949 psal surrealistickou poezii. Zapojil se aktivně jako jiní surrealisté do trockistické strany Parti ouvrier internationaliste (1936-1939).
V roce 1942 napsal svůj první román s detektivem Nestorem Burmou, který mu přinesl největší ohlas, Nádražní ulice 120 (120, rue de la Gare), takže následovala další pokračování.

## Dílo
V asi třiceti románech se vyskytuje soukromý detektiv Nestor Burma, jehož příběhy se odehrávají většinou v Paříži. V románové sérii Nové tajnosti pařížské (Nouveaux mystères de Paris) odkazující svým názvem na Tajnosti pařížské (Mystères de Paris) Eugèna Sua, se každá kniha odehrává v jiném pařížském obvodu.
K jeho další dílům patří trilogie románů La vie est dégueulasse (1947), Le soleil n'est pas pour nous (1949) a Sueur aux tripes (1969) a mnoho detektivních příběhů.